# Temporada 1989-90 de los Houston Rockets
La temporada 1989-90 fue la decimonovena de los Houston Rockets en su localización de Texas, y la vigésimo tercera en la NBA, tras haber jugado las cuatro primeras en San Diego (California). La temporada regular acabó con 41 victorias y 41 derrotas, ocupando el octavo puesto de la conferencia Oeste, clasificándose para los playoffs, en los que cayeron en primera ronda ante Los Angeles Lakers.

## Elecciones en elDraft
Los Rockets no tuvieron ninguna elección en el Draft de 1989, ya que las plazas que les correspondían las usaron para traspasos e intercambio de jugadores.

## Temporada regular
| División Medio Oeste   | División Medio Oeste | División Medio Oeste | División Medio Oeste | División Medio Oeste | División Medio Oeste | División Medio Oeste | División Medio Oeste | División Medio Oeste |
| Equipo                 | G                    | P                    | %                    | PD                   | Casa                 | Fuera                | Div                  |                      |
| ---------------------- | -------------------- | -------------------- | -------------------- | -------------------- | -------------------- | -------------------- | -------------------- | -------------------- |
| y-San Antonio Spurs    | 56                   | 26                   | .683                 | –                    | 34–7                 | 22–19                | 19–9                 |                      |
| x-Utah Jazz            | 55                   | 27                   | .671                 | 1                    | 36–5                 | 19–22                | 21–7                 |                      |
| x-Dallas Mavericks     | 47                   | 35                   | .573                 | 9                    | 30–11                | 17–24                | 17–11                |                      |
| x-Denver Nuggets       | 43                   | 39                   | .524                 | 13                   | 28–13                | 15–26                | 15–13                |                      |
| x-Houston Rockets      | 41                   | 41                   | .500                 | 15                   | 31–10                | 10–31                | 13–15                |                      |
| Minnesota Timberwolves | 22                   | 60                   | .268                 | 34                   | 17–24                | 5–36                 | 6–22                 |                      |
| Charlotte Hornets      | 19                   | 63                   | .232                 | 37                   | 13–28                | 6–35                 | 7–21                 |                      |

## Playoffs

### Primera ronda
Los Angeles Lakers vs. Houston Rockets 
| Fecha       | Partido                                     | Ciudad      |
| ----------- | ------------------------------------------- | ----------- |
| 27 de abril | Los Angeles Lakers 101, Houston Rockets 89  | Los Angeles |
| 29 de abril | Los Angeles Lakers 104, Houston Rockets 100 | Los Angeles |
| 1 de mayo   | Houston Rockets 114, Los Angeles Lakers 108 | Houston     |
| 3 de mayo   | Houston Rockets 88, Los Angeles Lakers 109  | Houston     |
|             | Los Angeles Lakers gana las series 3-1      |             |

## Estadísticas
| Rk | Jugador          | Edad | P  | PT | MP   | TC  | TCI  | %TC   | T3  | T3I | %T3  | TL  | TLI | %TL  | RO  | RD   | RT   | AS  | RB  | TAP | BP  | FP  | PTS  |
| -- | ---------------- | ---- | -- | -- | ---- | --- | ---- | ----- | --- | --- | ---- | --- | --- | ---- | --- | ---- | ---- | --- | --- | --- | --- | --- | ---- |
| 1  | Akeem Olajuwon   | 27   | 82 | 82 | 38.1 | 9.8 | 19.6 | .501  | 0.0 | 0.1 | .167 | 4.7 | 6.5 | .713 | 3.6 | 10.4 | 14.0 | 2.9 | 2.1 | 4.6 | 3.9 | 3.8 | 24.3 |
| 2  | Otis Thorpe      | 27   | 82 | 82 | 35.9 | 6.7 | 12.2 | .548  | 0.0 | 0.1 | .000 | 3.7 | 5.4 | .688 | 3.1 | 5.8  | 9.0  | 3.2 | 0.8 | 0.3 | 2.8 | 3.3 | 17.1 |
| 3  | Buck Johnson     | 26   | 82 | 82 | 34.5 | 6.1 | 12.4 | .495  | 0.0 | 0.2 | .118 | 2.5 | 3.3 | .759 | 1.4 | 3.3  | 4.6  | 3.1 | 1.3 | 0.8 | 2.0 | 3.9 | 14.8 |
| 4  | Sleepy Floyd     | 29   | 82 | 73 | 32.1 | 4.4 | 9.8  | .451  | 1.1 | 2.9 | .380 | 2.3 | 2.8 | .806 | 0.6 | 1.9  | 2.4  | 7.3 | 1.1 | 0.1 | 2.5 | 1.9 | 12.2 |
| 5  | Vernon Maxwell   | 24   | 30 | 10 | 29.0 | 4.7 | 10.7 | .442  | 0.4 | 1.8 | .245 | 2.6 | 3.9 | .664 | 0.5 | 2.4  | 2.9  | 5.0 | 1.4 | 0.2 | 2.4 | 2.3 | 12.5 |
| 6  | Mitchell Wiggins | 30   | 66 | 52 | 28.1 | 6.3 | 12.9 | .488  | 0.0 | 0.0 | .488 | 2.9 | 3.6 | .810 | 2.0 | 2.3  | 4.3  | 1.6 | 1.3 | 0.0 | 1.3 | 2.5 | 15.5 |
| 7  | John Lucas       | 36   | 49 | 18 | 19.1 | 2.2 | 5.9  | .375  | 0.5 | 1.8 | .299 | 0.9 | 1.1 | .764 | 0.4 | 1.4  | 1.8  | 4.9 | 0.9 | 0.0 | 1.7 | 1.2 | 5.8  |
| 8  | Larry Smith      | 32   | 74 | 0  | 17.6 | 1.4 | 2.9  | .474  | 0.0 | 0.0 | .000 | 0.3 | 0.7 | .364 | 2.4 | 3.7  | 6.1  | 0.9 | 0.8 | 0.4 | 0.9 | 2.7 | 3.0  |
| 9  | Mike Woodson     | 31   | 61 | 11 | 15.9 | 2.6 | 6.6  | .395  | 0.2 | 0.7 | .293 | 1.0 | 1.4 | .721 | 0.4 | 1.0  | 1.4  | 1.1 | 0.7 | 0.2 | 0.8 | 1.6 | 6.5  |
| 10 | Anthony Bowie    | 26   | 66 | 0  | 13.9 | 1.8 | 4.4  | .406  | 0.1 | 0.3 | .286 | 0.6 | 0.8 | .741 | 0.5 | 1.2  | 1.8  | 1.5 | 0.6 | 0.1 | 0.9 | 1.2 | 4.3  |
| 11 | Derrick Chievous | 22   | 41 | 0  | 12.0 | 2.2 | 4.3  | .506  | 0.1 | 0.2 | .375 | 1.5 | 2.1 | .701 | 0.7 | 1.1  | 1.8  | 0.7 | 0.6 | 0.1 | 1.0 | 1.4 | 6.0  |
| 12 | Byron Dinkins    | 22   | 33 | 0  | 11.0 | 1.3 | 3.3  | .404  | 0.0 | 0.3 | .111 | 0.8 | 0.9 | .867 | 0.4 | 0.8  | 1.2  | 2.3 | 0.6 | 0.1 | 1.1 | 0.9 | 3.5  |
| 13 | Adrian Caldwell  | 23   | 51 | 0  | 6.5  | 0.8 | 1.5  | .553  | 0.0 | 0.0 |      | 0.3 | 0.5 | .464 | 0.7 | 1.4  | 2.1  | 0.1 | 0.2 | 0.4 | 0.6 | 1.4 | 1.9  |
| 14 | Tim McCormick    | 27   | 18 | 0  | 6.4  | 0.6 | 1.6  | .345  | 0.0 | 0.0 |      | 0.6 | 1.1 | .526 | 0.4 | 1.1  | 1.5  | 0.2 | 0.2 | 0.1 | 0.6 | 1.3 | 1.7  |
| 15 | Lewis Lloyd      | 30   | 19 | 0  | 5.9  | 1.5 | 2.7  | .569  | 0.0 | 0.0 |      | 0.5 | 0.8 | .563 | 0.4 | 0.5  | 0.9  | 0.6 | 0.2 | 0.0 | 0.8 | 0.5 | 3.5  |
| 16 | Chuck Nevitt     | 30   | 3  | 0  | 3.0  | 0.7 | 0.7  | 1.000 | 0.0 | 0.0 |      | 0.0 | 0.0 |      | 0.0 | 1.0  | 1.0  | 0.3 | 0.0 | 0.3 | 0.7 | 1.0 | 1.3  |

## Galardones y récords
| Jugador        | Galardón                                                                 |
| Akeem Olajuwon | 2.º Mejor quinteto de la NBA Mejor quinteto defensivo de la NBA All-Star |